# Ford Flivver
O Ford Flivver foi uma aeronave com um único assento introduzida por Henry Ford como o "Modelo T do Ar". Depois de uma queda fatal de um protótipo no oceano em Melbourne, Flórida, EUA, planos de produção foram interrompidos.

## Desenvolvimento
O Ford Trimotor foi a primeira aeronave comercial de sucesso de Henry Ford, em 1925. Seguindo o Ford Modelo T como um veículo para "todo mundo", o Ford Flivver foi projetado para ser uma aeronave produzida em massa para todos. A ideia foi proposta pela primeira vez por William Bushnell Stout, gerente da divisão de aeronaves adquirida pela Ford em 1926. Ambos Stout e William Benson Mayo, chefe da Divisão de Aeronaves da Ford não queriam estar associados ao avião, que foi construído em um prédio de um museu nos Laboratórios Ford.
A aeronave com um único assento foi projetada com instruções de Ford de que ela deveria "caber no seu escritório". O primeiro exemplo foi apresentado no Ford National Reliability Air Tour de 1926. A imprensa e o público se reuniram para ver "o carro voador da Ford," uma aeronave com somente um assento que tinha muito pouco em comum com o popular Model T "Flivver." O comediante Will Rogers posou para fotos na aeronave (embora ele nunca tenha voado em uma). Um columnista da New York Evening Sun escreveu o seguinte poema mostrando entusiasmo para o futuro dos Fords voadores:
Eu sonhei que eu era um anjo
E com os anjos subi
Mas eu simplesmente estava passeando
Nos céus em um Ford.

## Design
O avião tinha uma fuselagem de tubo de aço soldado, com asas de madeira revestidas com tecido. O roda manobrável de trás era a única roda com freio. A exaustão foi encaminhada através de um coletor especial para um exaustor do Modelo T. O trem de pouso de aço ficava preso às asas e usava donuts de borracha em compressão para absorção de choque. O designer da aeronave, Otto Koppen, passou a projetar o Helio Courier.

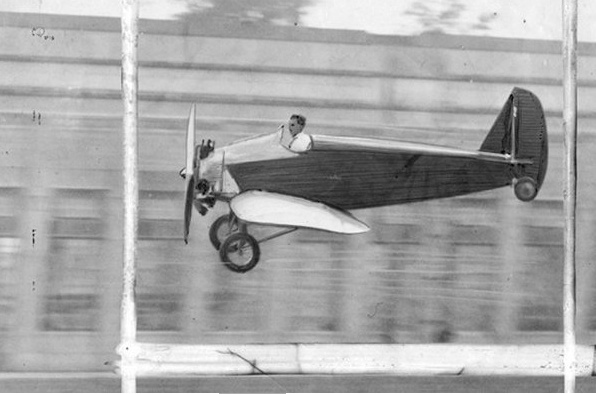
Harry Brooks pilotando o primeiro Ford Flivver, cerca de 1927

## Histórico operacional
Ford revelou o Flivver em seu 63º aniversário, em 30 de julho de 1926. O primeiro piloto de testes foi Harry J. Brooks, um jovem empregado que se tinha tornado um favorito de Ford. Brooks voou o Flivver regularmente desde a garagem de sua casa para o trabalho no Ford Laboratory, e, mais tarde, usou um segundo Flivver para se locomover nas propriedades da Ford. Uma vez ele voou o avião em uma corrida contra o Gar Madeira no Miss America V sobre o Rio Detroit durante o Harmsworth Trophy Races.
Em uma tentativa de ganhar popularidade, Charles Lindbergh foi convidado para pilotar o Flivver em uma visita à Ford, em 11 de agosto de 1927, e foi o único outro piloto a voar os protótipos do Flivver. Mais tarde, ele descreveu o Flivver como "uma dos piores aeronaves ele já havia pilotado".
Um terceiro protótipo, número da cauda 3218, com longas asas foi construído para ganhar um tempo recorde de aviões leves na classe "C" (de 200 kg a 400 kg). A corrida foi feita a partir do Ford Field, em Dearborn, Michigan até Miami, Flórida. Uma primeira tentativa, lançada em 24 de janeiro de 1928 e testemunhada por Henry Ford aterrissou no meio do caminho em Asheville, Carolina do Norte. Em uma segunda tentativa, voando o segundo protótipo, testemunhada por Edsel Ford, Brooks partiu de Detroit em 21 de fevereiro de 1928, mas aterrissou faltando 320 km em Titusville, na Flórida, onde a hélice foi dobrada, mas ainda assim atingiu um recorde de 1,564 km.
Durante a sua estada em Titusville, Brooks tinha reparado a aeronave, usando a hélice da aeronave envolvida no pouso forçado. Ele também havia colocado palitos de madeira nos furos de ventilação da tampa de combustível para evitar que o ar úmido entrasse e condensasse durante a noite. No dia 25 de fevereiro, Brooks decolou para concluir o voo e circulou sobre o Atlântico, onde seu motor de parou e ele caiu perto de Melbourne, na Flórida. Os destroços do Ford Flivver foram encontrados na costa, mas o piloto nunca foi encontrado. Investigação dos destroços divulgou que os palitos de dente tinham tapado os orifícios de ventilação da tampa de combustível, causando uma falha no motor.
Após a morte de Brooks, Henry Ford ficou perturbada com a perda de seu amigo, e o desenvolvimento de aeronaves leves foi interrompido pela marca Ford. Em 1931, um novo "Air Flivver" ou "Sky Car" foi comercializado pela Stout, uma divisão da Ford. A Ford voltou para ao desenvolvimento de aeronaves leves em 1936, com o modelo de dois lugares Model 15-P. O protótipo caiu durante os testes de voo e não foi para a produção.

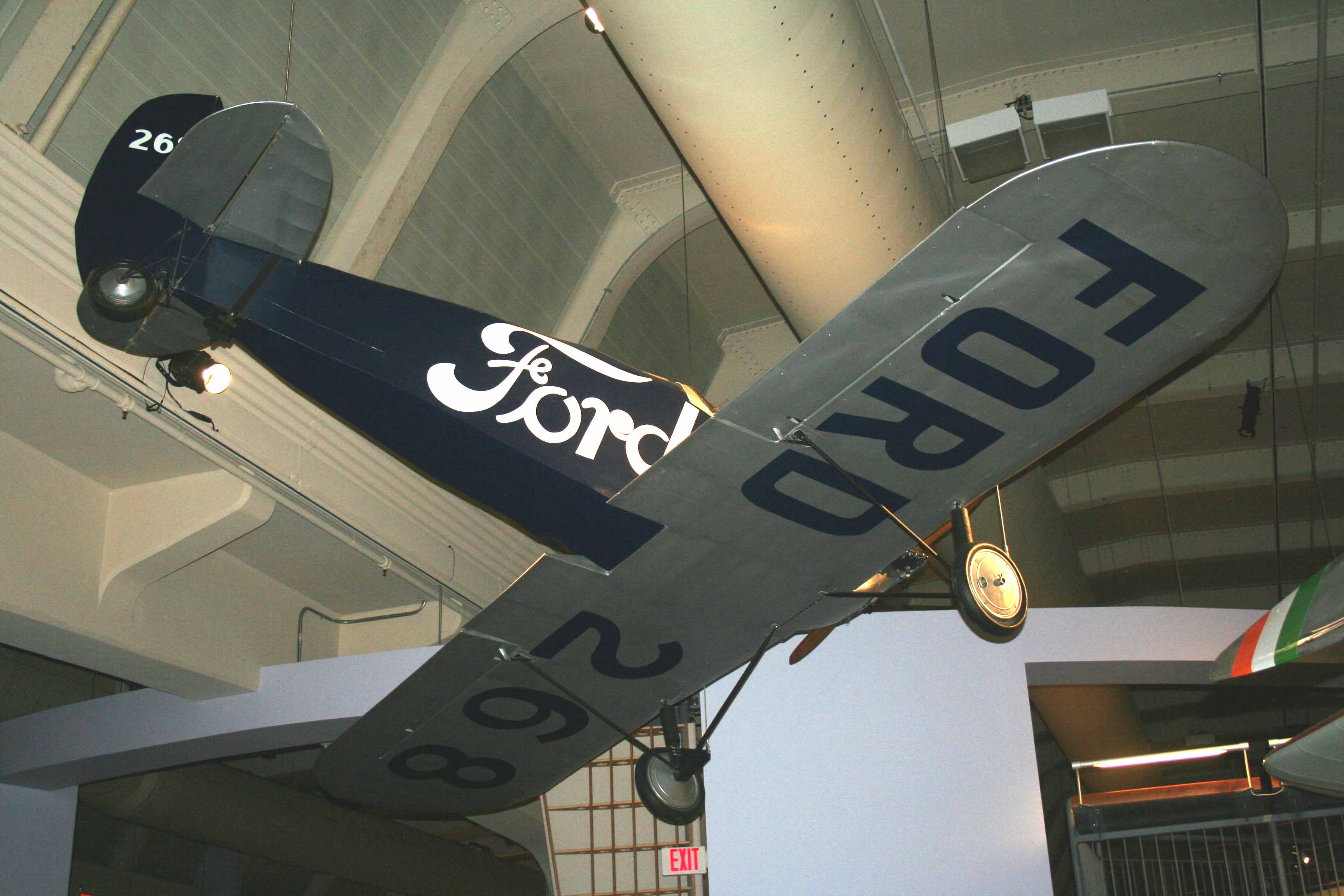
Ford Flivver em exposição no Museu Henry Ford

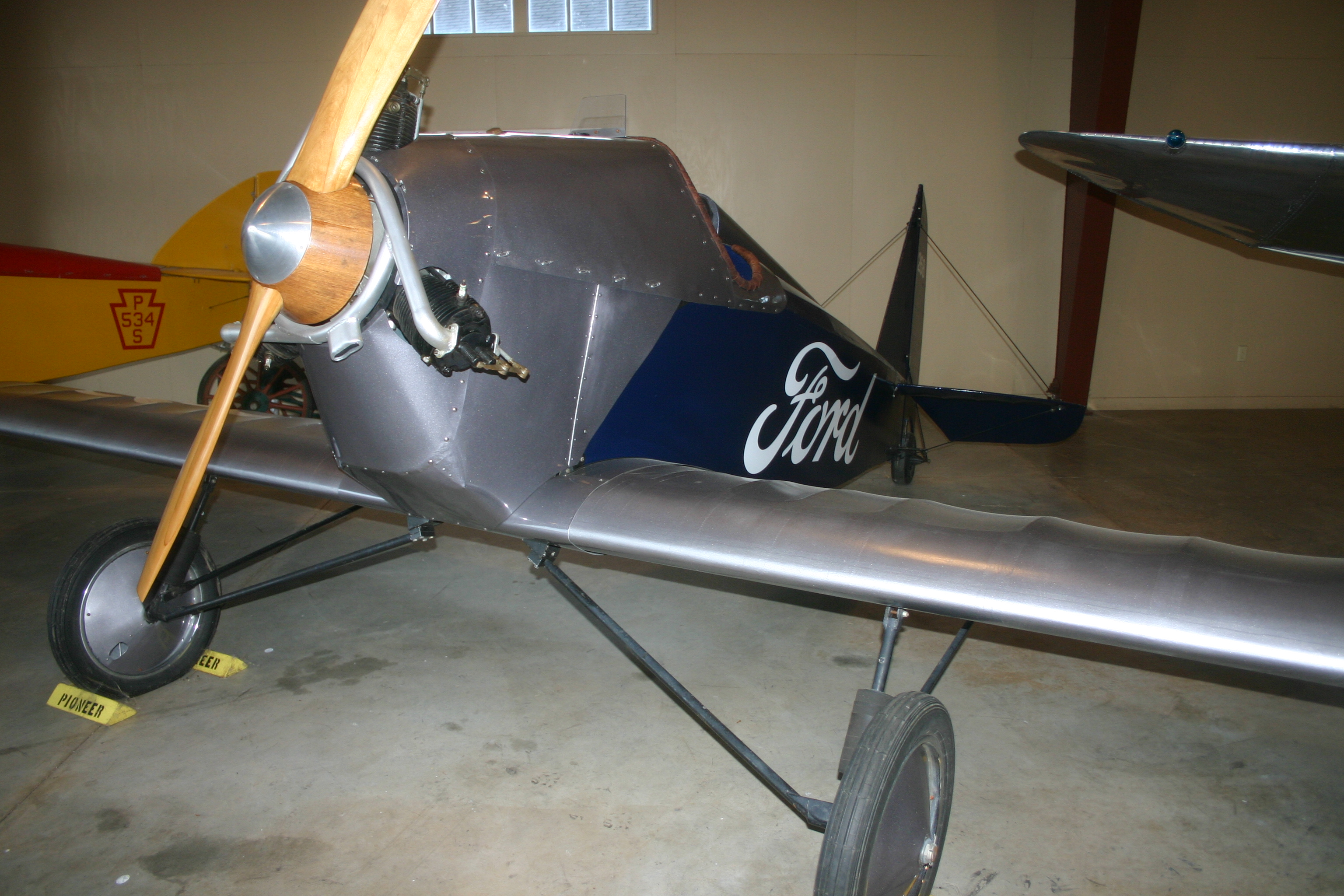
Réplica do Ford Flivver em exposição no EAA AirVenture Museum

## Variantes
- Protótipo Flivver 2A original: desenvolvido com cerca de 4.6 m de envergadura, também foi construído com ailerons longos que poderiam agir como flaps, bem como versões mais curtas, alimentado por um Anzani de três cilindros; dois construídos.[18]
- Flivver 2A (Flivver 3218) O terceiro protótipo foi maior, com um a envergadura de 6.7 m tinha uma estrutura de aço coberta de tecido, com struts nas asas, um tanque de combustível de 50 galões, um diedro maior e um motor de dois cilindros com 2300 centímetros cúbicos projetado por Ford, usando componentes Wright Whirlwind que produziam 40 cavalos.[19] Os três protótipos finais tinham este motor. Investigações do acidente foram baseadas nas peças da aeronave que chegaram em terra.

## Em Exibição

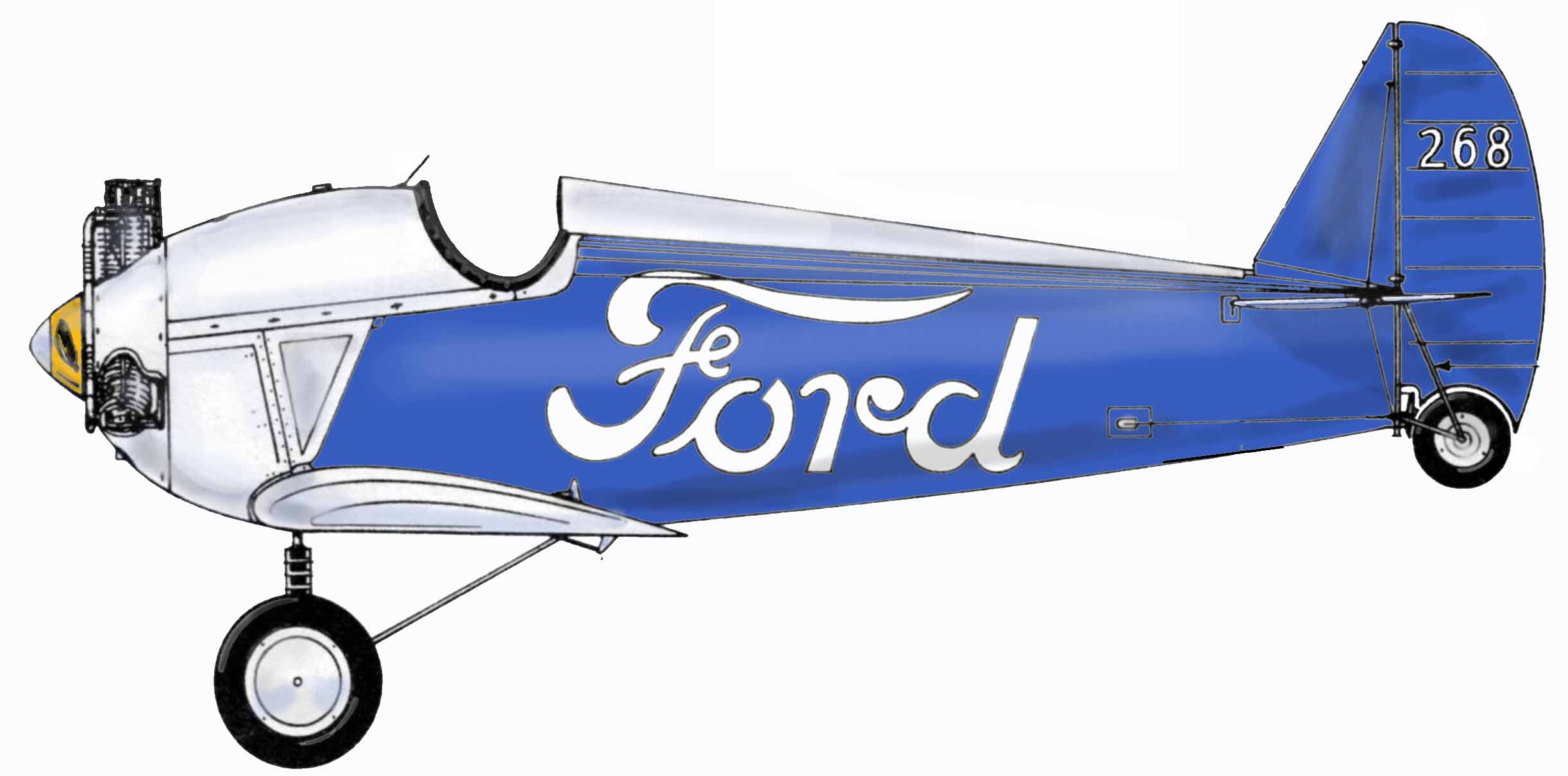
Perfil lateral

Um Flivver sobrevivente reside no Museu Henry Ford. Em 1991, o  Capítulo 159 da EAA de Midland, Michigan , doou uma réplica para o EAA AirVenture Museum. A réplica foi construída em 1989 a partir de uma cuidadosa inspeção do protótipo original e conselhos de Otto C. Koppen, o designer original, apesar de que era alimentado por um motor Franklin de dois-cilindros. Uma segunda réplica está em exibição no Florida Air Museum.